# HMS Neptune (1909)
HMS Neptune byl dreadnought Royal Navy. Ve službě byl v letech 1911–1919. Účastnil se první světové války, zejména bitvy u Jutska. Roku 1919 byl převeden do rezervy a roku 1922 byl prodán do šrotu.

## Stavba

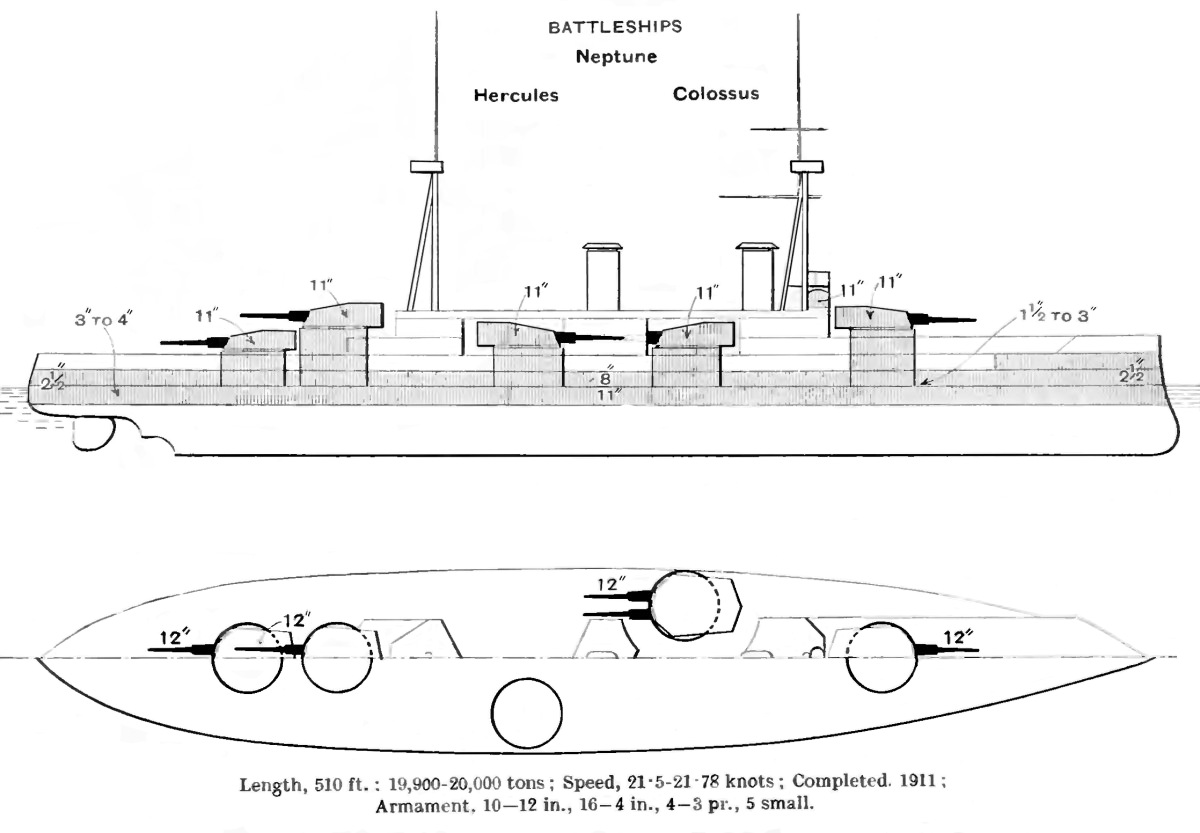
Základní uspořádání plavidla

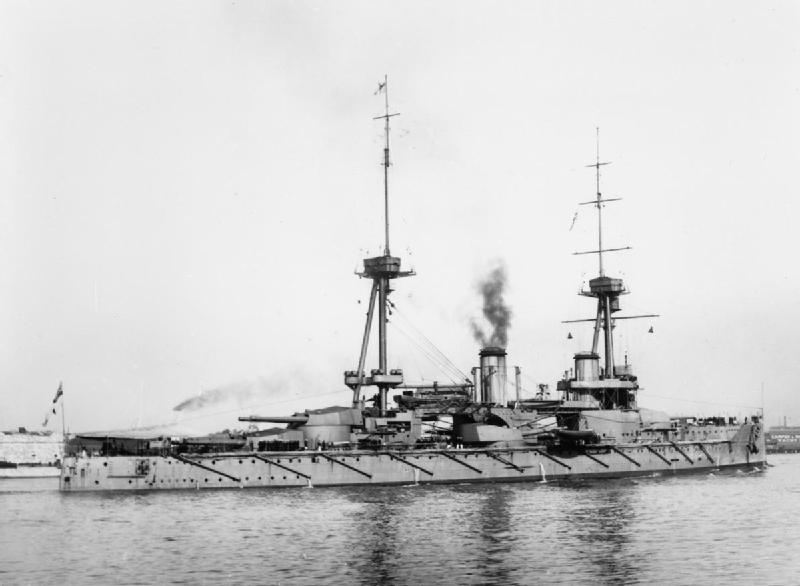
Neptune

Britští konstruktéři při návrhu plavidla reagovali na dobový vývoj bitevních lodí, neboť zatímco britské konstrukce mohly kvůli zvolenému rozmístění dělových věží střílet boční salvou nejvýše osmi hlavní, například americká třída Delaware mohla použít až deset hlavní a některé jiné dokonce dvanáct. Proto měla Neptune změněné rozložení svých dělových věží, aby bylo schopna střelby plnou boční salvou. Prostřední dvojice věží byla posunuta dozadu a rozmístěna za sebou po stranách paluby tak, aby tyto věže mohly alespoň zčásti střílet na obě strany. Toto uspořádání se však neosvědčilo. Například věže při palbě poškozovaly nástavby. Mírně byl také zvýšen výkon pohonného systému. Neptune tak po svém dokončení představovala nejrychlejší britskou bitevní loď.
Plavidlo postavila britská loděnice Portsmouth dockyard. Stavba byla zahájena 19. ledna 1909, trup byl na vodu spuštěn 30. září 1909 a hotové plavidlo bylo do služby přijato v lednu 1911.
Plavidlo mělo být původně prototypem stejnojmenné třídy o třech jednotkách. Jeho sesterské lodě Colossus a Hercules ale byly dokončeny podle upraveného projektu se silnějším bočním pancířem, a proto jsou proto označovány jako samostatná třídy Colossus.

### Modifikace
Roku 1915 byl odstraněn zadní torpédomet.

## Konstrukce

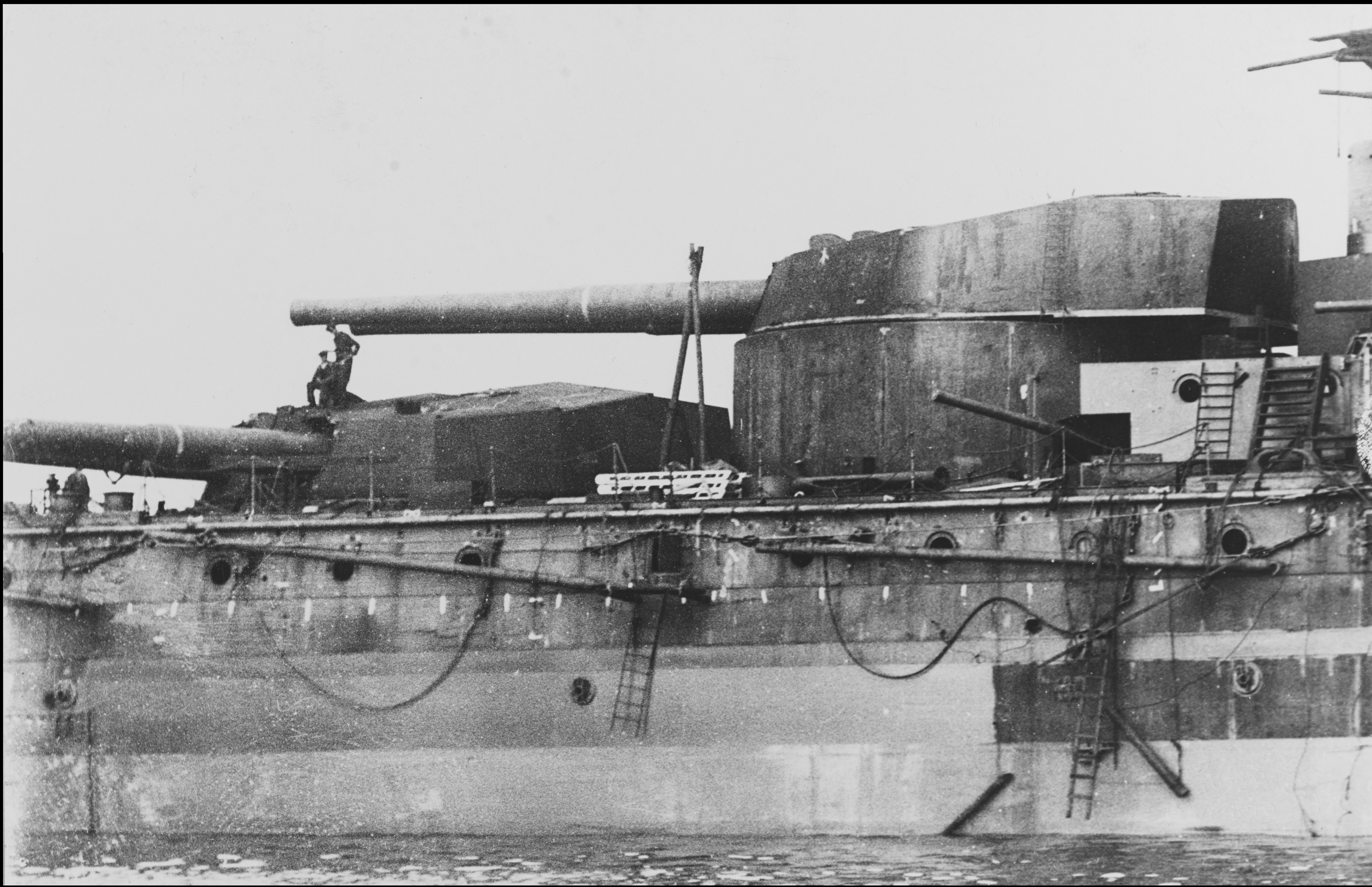
Neptune

Hlavní výzbroj tvořilo deset 305mm kanónů v pěti dvoudělových věžích. Doplňovalo je šestnáct 102mm kanónů, čtyři 47mm kanóny a tři 457mm torpédomety. Pohonný systém tvořilo osmnáct kotlů Yarrow a čtyři sady parních turbín Parsons o výkonu 25 000 hp, pohánějící čtyři lodní šrouby. Nejvyšší rychlost dosahovala 21 uzlů. Dosah byl 6330 námořních mil při rychlosti 10 uzlů.